# William J. Crins
William "Bill" J. Crins, född 1955, är en botaniker, naturhistoriker och ekolog.
Auktorsnamnet Crins kan användas för William J. Crins i samband med ett vetenskapligt namn inom botaniken; se Wikipediaartiklar som länkar till auktorsnamnet.